# کی‌ای‌ال لگینا
کی‌ای‌ال لگینا (به انگلیسی: KAL Legian) یک کشتی است.